# Phyllachora gynoxidis
Phyllachora gynoxidis är en svampart som först beskrevs av Narcisse Theophile Patouillard, och fick sitt nu gällande namn av Franz Petrak 1927. Phyllachora gynoxidis ingår i släktet Phyllachora och familjen Phyllachoraceae.   Inga underarter finns listade i Catalogue of Life.